# Бараге д’Илье, Луи
Луи Бараге́ д’Илье́ (фр. Louis Baraguey d'Hilliers; 13 августа 1764, Париж — 6 января 1813, Берлин) — генерал-полковник драгун (с 6 июля 1804 года), дивизионный генерал (c 10 марта 1797 года), граф (с 16 сентября 1808 года). Отец маршала Франции Луи Ашиля Бараге д’Илье.

## Служба при Старом режиме и Революции
Сын жандарма королевской гвардии. 1 апреля 1783 года Луи Бараге д’Илье поступил на службу в Эльзасский (с 1791 — 53-й) пехотный полк в чине кадета. 23 июля 1787 года был произведён во вторые лейтенанты, а 18 марта 1791 года — в лейтенанты.
1 мая 1791 года подал в отставку, но уже 20 января 1792 года получил звание капитана и назначается в 11-й легкий батальон.
10 февраля 1792 года Бараге д’Илье был назначен адъютантом генерала Крийона, а 27 мая 1792 года — адъютантом генерала Ля Бурдоннэ. С 28 июля 1792 года он служил в Альпийском легионе в чине подполковника. 20 сентября того же года произведён в полковники и 8 ноября назначен адъютантом генерала Кюстина. В 1792 году принял участие в сражениях при Спире (30 сентября), Вормсе (4 октября), Майнце (21 октября), Франкфурте-на-Майне (23 октября).
6 января 1793 года Бараге д’Илье был ранен в бою при Хохгейме, а 4 апреля 1793 года получил чин бригадного генерала и был назначен начальником штаба генерала Кюстина, а затем генерала Александра Богарне. По приказу правительства якобинцев 28 июля 1793 года вместе с Кюстином арестован по обвинению в сдаче противнику Майнца и Франкфурта. 8 ноября отправлен сначала в тюрьму в л’Абэй, затем в Люксембург. После падения якобинской диктатуры 10 июля 1794 года Бараге д’Илье оправдан Революционным трибуналом и освобождён.
С декабря 1794 года член Военного комитета Конвента. С 25 мая 1795 года исполнял обязанности начальника Генерального штаба 17-го военного округа (Париж). Под руководством генерала Мену участвовал в разгоне восставших в предместье Сент-Антуан, за что 5 октября 1795 года был временно отстранён от должности, через шесть дней разжалован и предан суду Военного совета. 14 ноября 1795 года он был оправдан, освобождён из-под стражи, восстановлен в армии и направлен в Шербур. С 1 января 1796 года Бараге д’Илье служил в армии Берегов Океана.

## С генералом Бонапартом в Италии и Египте
8 мая 1796 года Бараге д’Илье переведён в Итальянскую армию генерала Бонапарта. 13 августа 1796 года назначен военным губернатором Ломбардии. 24 декабря 1796 года бригада Бараге д’Илье, входившая в состав дивизии генерала Рея, захватила крепость Бергамо.
14 января 1797 года Бараге д’Илье отличился в битве при Риволи, а на следующий день возглавил отряд, выделенный Наполеоном для преследования отступавшей армии генерала Альвинци.
13 февраля 1797 года заменил генерала Дальманя на посту командующего пехотной дивизией под началом генерала Жубера. Одержав победу при Брентонио, захватил форт д’Арко.
20 марта 1797 года участвовал в бою при Сан-Микеле. После взятия Венеции (16 мая 1797 года) некоторое время исполнял обязанности губернатора, пока город не был отбит австрийцами. С 14 июня 1797 года Бараге д’Илье командовал 6-й пехотной дивизией Итальянской армии, а с 9 ноября 1797 года — 7-й пехотной дивизией.
С 12 января 1798 года Бараге д’Илье состоял в Английской армии. 19 мая 1798 года отплыл вместе с Наполеоном в Египет. 10 июня 1798 года во время высадки на Мальту он овладел батареями и бастионами в южной части острова, потеряв при этом всего трёх человек.
После этого, был откомандирован с трофеями во Францию, однако, 27 июня 1798 года фрегат La Sensible, на котором он плыл, был захвачен англичанами. В ходе боя Бараге д’Илье был ранен и пленён. Некоторое время содержался под стражей в Портсмуте, позднее освобождён под честное слово и вернулся на родину.
13 августа 1798 года разжалованный Бараге д’Илье в третий раз в своей карьере предстал перед военным судом, но, доказав свою невиновность, был оправдан. 24 июня 1799 года его направили в Рейнскую армию на должность начальника штаба к генералу Мюллеру. В ноябре года Бараге д’Илье командовал левым крылом Нижнерейнской армии генерала Лекурба, а затем, с 6 по 27 декабря 1799 года, служил под началом генерала Моро.

## Участие в кампаниях 1800 и 1805 годов
В ходе Второй итальянской кампании Бараге д’Илье провёл успешную операцию по уничтожению порохового склада в Ландау (1 апреля 1800 года). Доблестно сражался при Энгене (3 мая), при Биберахе (9 мая) и при Маренго.
6 июня получил 1-ю дивизию в корпусе генерала Гренье, но уже через месяц оставил действующую армию. С 31 июля 1800 года командир 2-й (с 8 сентября — 1-й) дивизии 2-й резервной армии в Дижоне. В ноябре 1800 года был назначен начальником штаба у генерала Макдональда. 27 декабря 1800 года добился победы при Канове.
С 24 июля 1801 года генерал-инспектор пехоты 14-го, 15-го и 16-го военных округов.
С 29 сентября 1803 года командир 2-й драгунской дивизии, расквартированной в Компьенском лагере. 6 июня 1804 года назначен генерал-полковником драгун.
2 февраля 1805 года награждён Большим Орлом Ордена Почётного легиона. С 30 августа 1805 года Бараге д’Илье возглавил дивизию пеших драгун в составе 6-го пехотного корпуса Великой Армии маршала Нея.
26 сентября того же года он участвовал в переправе через Рейн около Дурлаха. 14 октября 1805 Бараге д’Илье отличился при взятии хорошо укреплённого Эльхингена. 23 октября назначен комендантом Ингольштадта.
В ноябре 1805 года Бараге д’Илье захватил позицию при Вальдмюнхене и занял Пильзен. Проявил героизм и отвагу в сражении при Аустерлице. 14 декабря 1805 года Бараге д’Илье заменил генерала Бомона на посту командующего 3-й драгунской дивизией кавалерийского резерва.

## Служба в Италии (1806—1810 годы) и Испании (1810—1811 годы)
С 22 сентября 1806 года Бараге д’Илье некоторое время вместо генерала Мармона командовал 1-м корпусом армии Фриуля. До 1809 года он оставался в Италии, командуя дивизией в корпусе пасынка Наполеона, Э. Богарне.
28 августа 1808 года недавно получивший титул графа Империи Бараге д’Илье был назначен губернатором Венеции.
24 апреля 1809 года добился успеха в бою при Новиглио, с 28 апреля того же года командовал левым крылом Итальянской армии. 8 мая 1809 года Бараге д’Илье участвовал в сражении на Пьяве, 18 мая — в бою за Тарвиз, а 14 июня — в сражении при Раабе захватил деревеньку Шабадеги, которая в ходе боя дважды переходила из рук в руки.
26 июля 1809 года он был назначен военным губернатором провинций: Триест, Истрия и Гориция. В конце года Бараге д’Илье усмирял восстание Андреаса Гофера в Тироле. 22 августа 1810 года он был направлен во французскую Каталонскую армию и в ноябре стал губернатором Верхней Каталонии.
В 1811 году войска под его командованием блокировали испанский форт Фигерас, у стен которого 3 мая 1811 года разбили армию маркиза Кампо-Верде. 17 августа того же года солдаты Бараге д’Илье захватили форт Фигерас. Затем генерала отозвали из Каталонии, и с 19 октября 1811 по февраль 1812 года он командовал 19-м (Лионским) военным округом.

## Русский поход 1812 года. Опала. Последнее назначение
Бараге д’Илье прибыл в Россию в июле 1812 года. После занятия французами Смоленска был назначен (27 августа) губернатором этого города. Позднее командовал дивизией в составе 9-го корпуса маршала Виктора. 9 ноября 1812 года дивизия Бараге д’Илье подверглась атаке со стороны русских партизан. Бригада генерала Ожеро, двигавшаяся в авангарде дивизии, была разгромлена и, не получив подкреплений, капитулировала в районе Ляхова.
Узнав о случившемся, Наполеон был чрезвычайно разгневан. 11 ноября по приказу императора дивизия была расформирована, а Бараге д’Илье предписано принять вместо генерала Луазона командование в Кенигсберге. 13 ноября французский император велел провести расследование поведения генерала, порученное четырём старшим командирам его бывшей дивизии. В результате расследования комиссия пришла к выводу, что из-за нерешительности Бараге д’Илье не была оказана своевременная помощь его подчинённому. По этой причине дивизия, предназначавшаяся для поддержки отступавших корпусов Великой армии, была бездарно потеряна. Ознакомившись с выводами комиссии, Наполеон приказал отстранить Бараге д’Илье от должности и направить под арест в одно из его поместий во Франции.
Не дождавшись четвёртого по счёту суда в своей жизни, генерал по дороге на родину заболел в Берлине и умер 6 января 1813 года. В свидетельстве о смерти значилось: «лихорадка и нервное расстройство», проявившиеся вследствие выдвинутых обвинений и позорной ссылки. 
7 января 1813 года маршал Ожеро послал маршалу Бертье письмо, извещавшее последнего о кончине Бараге д’Илье. В нём указывалось, что генерал был похоронен в католической церкви Берлина, и что погребению предшествовала почётная похоронная процессия, приличествующая его званию. Наполеон ещё долго не мог простить покойного генерала и только 2 августа 1813 года разрешил выделить его вдове пожизненную пенсию в 3000 франков. Дочь Бараге д’Илье впоследствии вышла замуж за генерала Дамремона.

## Титулы и награды
Граф Бараге д’Илье и Империи (фр. comte Baraguey d'Hilliers et de l'Empire; декрет от 19 марта 1808 года, патент подтверждён 16 сентября 1808 года).
 Легионер ордена Почётного легиона (11 декабря 1803 года)
 Великий офицер ордена Почётного легиона (14 июня 1804 года)
 Знак Большого Орла ордена Почётного легиона (2 февраля 1805 года)